# Canadian Expeditionary Force
Il Canadian Expeditionary Force (forza di spedizione canadese) fu costituito in Canada nel 1914, allo scoppio della prima guerra mondiale, al fine di fornire assistenza militare all'impero britannico. Il corpo, esistente fino al 1919, mobilitò in totale circa 630 000 uomini.

## Storia

### Fondazione
Il Canada, essendo all'epoca colonia britannica, divenne automaticamente belligerante nella prima guerra mondiale quando il Regno Unito dichiarò guerra alla Germania nell'agosto 1914. Il Canada possedeva allora solo un piccolo esercito professionale di poche migliaia di uomini, insufficiente da impiegare nel teatro europeo, così le autorità canadesi cominciarono una massiccia campagna di reclutamento nello stesso 1914, fondando il Canadian Expeditionary Force per inviarlo quanto prima a combattere in Europa.
Inizialmente non era previsto un grosso impegno bellico da parte del Canada, e il Regno Unito richiese l'invio di "soli" 25 000 uomini. La dichiarazione di guerra aveva tuttavia causato un'ondata di patriottismo, soprattutto tra i canadesi anglofoni, ed entro agosto l'esercito canadese aveva già reclutato 35 000 volontari, tra cui molti veterani della seconda guerra boera. Dopo alcuni mesi di addestramento, nell'ottobre 1914 il primo contingente canadese di 30 000 uomini fu inviato a combattere sul fronte occidentale.

### Prima guerra mondiale
Dopo un ulteriore periodo di addestramento in Inghilterra, nella primavera del 1915 i canadesi vennero schierati in prima linea sul fronte di Ypres, uno dei più sanguinosi di tutto il conflitto. Poco tempo dopo, i canadesi furono vittime del primo attacco con gas tossici lanciato dai tedeschi durante la seconda battaglia di Ypres, soffrendo perdite considerevoli.
Inizialmente comandato dal ministro della difesa canadese Sam Hughes, egli venne allontanato dal corpo nel 1916 per la sua gestione inadeguata e corrotta, venendo sostituito dai più competenti generali Edwin Alderson (1916-1917) e Julian Byng (1917). Nel frattempo, a causa delle necessità belliche, le dimensioni del corpo continuarono a crescere, raggiungendo alla fine del 1916 i 100 000 uomini. Mentre il reclutamento volontario fu frequente fino al 1916, dal 1917 in poi le autorità dovettero introdurre la leva obbligatoria per rimpinguare le perdite del corpo di spedizione.
I canadesi parteciparono a tutte le battaglie più sanguinose del conflitto, come la Somme, Passchendaele e le offensive tedesche del 1918, diventando una delle unità d'elite dell'intero esercito britannico. Il contingente raggiunse la sua massima grandezza nel luglio 1918, quando consisteva di quasi 390 000 uomini. Dopo la fine della Grande Guerra, parte dei canadesi fu inviata a combattere nella guerra civile russa, segnatamente difendendo le città di Arcangelo e Vladivostok.

## Eredità
Alla fine della guerra, il corpo di spedizione canadese aveva sofferto circa 234 000 morti e feriti. Nonostante l'alto tributo in termini di vite umane, l'esistenza del corpo di spedizione contribuì ad emancipare la classe politico-militare canadese da quella britannica, che dalla Grande Guerra in poi lasciò alla sua colonia un sempre maggior potere decisionale. Il CEF gettò quindi le basi per la fondazione di un esercito canadese permanente, con comandanti indipendenti rispetto al volere di Londra.